# Glasbena šola
Glasbena šola je javna ali zasebna vzgojno-izobraževalna ustanova, ki spada v kategorijo osnovnega glasbenega in plesnega šolstva ter daje javno veljavno glasbeno izobrazbo. V okviru glasbenih šol se izvajajo različni glasbeni in plesni izobraževalni programi, ki se delijo na nižjo in višjo stopnjo, pa tudi na glasbene in plesne pripravnice in program predšolske glasbene vzgoje.